# Trichura caudata
Trichura caudata är en fjärilsart som beskrevs av Fabricius 1777. Trichura caudata ingår i släktet Trichura och familjen björnspinnare. Inga underarter finns listade i Catalogue of Life.